# Прибојски партизански одред
Прибојски народноослободилачки партизански (НОП) одред је био партизанска јединица у саставу Народноослободилачке војске и партизанских одреда Југославије током Другог светског рата у Црној Гори.

## Историјат
Формиран је крајем октобра 1943. и био под командом Главног штаба за Санџак. Имао је два батаљона са око 250 бораца. Дејствовао је против Немаца и четника на подручју прибојског, Златиборског и вишеградског среза. Средином децембра 1943, за време немачке операције Кугелблитц, главнина Одреда ушла је у састав јединица 5. крајишке дивизије.